# 格里戈里·卡明斯基
格利戈里·纳乌莫维奇·卡明斯基（俄语：Григорий Наумович Ками́нский，1895年10月20日（11月1日）—1938年2月10日）犹太人，苏联的政治家、革命家，中央委员会候补委员。曾阿塞拜疆共产党中央委员会主席团主席，莫斯科州州长，苏联卫生人民委员等职务。1937年被捕，1938年被处死，1955年被平反。

## 生平
- 1895年10月20日（格里历：11月1日）出生于沙俄叶卡捷琳诺斯拉夫（现乌克兰第聂伯罗）的一个铁匠家庭。1913年加入俄国社会民主工党（布）。1915年毕业于莫斯科大学医学院。
- 1917年3月-6月，俄国社会民主工党（布）图拉市委书记，图拉市杜马议员，制宪会议议员。
- 1917年6月被捕，后获释。
- 1917年12月-1918年6月，俄共（布）图拉省委书记，图拉省军事革命委员会副主席。
- 1918年6月-8月，俄共（布）图拉省委副主席。
- 1918年8月-1920年9月，俄共（布）图拉省委主席。期间，1918年8月-1919年8月，图拉省议会执行委员会主席。1919年8月-12月，图拉省革命委员会主席，图拉革命军事委员会主席，第2军军事委员。1919年12月-1920年，图拉省议会执行委员会主席。
- 1920年10月-1921年7月，阿塞拜疆共产党（布）中央委员会执行书记。
- 1921年8月-1922年，巴库市苏维埃主席。
- 1922年-1923年，全俄土地和林业工人联盟中央委员会主席。
- 1923年-1929年，全苏农业合作联盟委员会副主席。期间，1928年-1929年兼任全苏农业集体化联盟主席，大力推动农业集体化进程。
- 1930年1月-8月，联共（布）中央宣传鼓动部部长。
- 1930年8月-1932年2月，联共（布）莫斯科市委书记。
- 1932年2月-1934年2月，莫斯科州州长。
- 1934年2月-1937年3月，俄罗斯苏维埃联邦社会主义共和国卫生人民委员。期间，1936年7月-1937年6月兼任苏联卫生人民委员。
- 1937年6月25日被捕。他被指控对党不忠诚，不老实。随后开除中央委员职务，开除党籍。
- 1938年2月8日由苏联最高法院军事法庭判处死刑，2月10日在莫斯科科穆纳尔卡射击场执行。终年42岁。
- 1955年3月2日平反。

卡明斯基是俄国社会民主工党（布）6大，俄共（布）8-13大，联共（布）14-18大，第15-16次代表会议代表，第14-17届中央候补委员。

## 纪念
- 图拉市的一条街道以卡明斯基命名。